# Poulsenia
Poulsenia es un género con una o dos especies de plantas de flores de la familia  Moraceae.

## Especies seleccionadas
- Poulsenia aculeata
- Poulsenia armata